# Cantone di Conches-en-Ouche
Il Cantone di Conches-en-Ouche è una divisione amministrativa dell'arrondissement di Évreux.
A seguito della riforma approvata con decreto del 25 febbraio 2014, che ha avuto attuazione dopo le elezioni dipartimentali del 2015, è passato da 15 a 31 comuni.

## Composizione
I 15 comuni facenti parte prima della riforma del 2014 erano:
- Beaubray
- La Bonneville-sur-Iton
- Burey
- Champ-Dolent
- Collandres-Quincarnon
- Conches-en-Ouche
- La Croisille
- Émanville
- Faverolles-la-Campagne
- Ferrières-Haut-Clocher
- La Ferrière-sur-Risle
- Le Fidelaire
- Le Fresne
- Gaudreville-la-Rivière
- Glisolles
- Louversey
- Le Mesnil-Hardray
- Nagel-Séez-Mesnil
- Nogent-le-Sec
- Ormes
- Orvaux
- Portes
- Saint-Élier
- Sainte-Marthe
- Sébécourt

Dal 2015 i comuni appartenenti al cantone sono i seguenti 31:
- Aulnay-sur-Iton
- Beaubray
- La Bonneville-sur-Iton
- Burey
- Caugé
- Champ-Dolent
- Claville
- Collandres-Quincarnon
- Conches-en-Ouche
- La Croisille
- Faverolles-la-Campagne
- Ferrières-Haut-Clocher
- La Ferrière-sur-Risle
- Le Fidelaire
- Le Fresne
- Gaudreville-la-Rivière
- Gauville-la-Campagne
- Glisolles
- Louversey
- Le Mesnil-Hardray
- Nagel-Séez-Mesnil
- Nogent-le-Sec
- Ormes
- Orvaux
- Parville
- Portes
- Saint-Élier
- Sainte-Marthe
- Sébécourt
- Tilleul-Dame-Agnès
- Les Ventes